# أولا جنسن
أولا جنسن (بالدنماركية: Ulla Jensen)‏ هي مجدفة دنماركية، ولدت في القرن العشرين.

## وصلات خارجية
- أولا جنسن على موقع الاتحاد الدولي للتجديف (الإنجليزية)